# Käenlampi
Käenlampi är en sjö i kommunen Ilomants i landskapet Norra Karelen i Finland. Arean är 43 hektar och strandlinjen är 5,96 kilometer lång. Sjön  ingår i Vuoksens huvudavrinningsområde.   Den ligger omkring 69 kilometer nordöst om Joensuu och omkring 440 kilometer nordöst om Helsingfors. 